# Wojownicze Żółwie Ninja: Ewolucja
Wojownicze Żółwie Ninja: Ewolucja (2018) – amerykański serial animowany stworzony przez Andy'ego Suriano i Ant Warda bazowany na postaciach stworzonych przez Kevina Eastmana i Petera Lairda, wyprodukowany przez Nickelodeon Animation Studio. Czwarta wersja animowanych przygód Żółwi Ninja.
Serial został przedpremierowo wyemitowany 20 lipca 2018 roku na stronie nick.com. Premiera telewizyjna w USA nastąpiła 17 września 2018 roku. Premiera serialu w Polsce odbyła się 29 września 2018 roku na antenie Nickelodeon Polska.

## Wersja oryginalna
- Josh Brener – Donatello
- Ben Schwartz – Leonardo
- Brandon Mychal Smith – Michelangelo
- Omar Miller – Raphael
- Eric Bauza – Splinter
- Kat Graham – April O’Neil
- John Cena – Baron Draxum

## Wersja polska
Wersja polska na zlecenie Nickelodeon – Start International Polska

Reżyseria:
- Elżbieta Kopocińska (odc. 1-3),
- Grzegorz Drojewski (odc. 4-6),

Dialogi polskie: Marcin Bartkiewicz

Dźwięk i montaż:
- Janusz Tokarzewski (odc. 1-3),
- Monika Szuszkiewicz (odc. 4-6)

Kierownictwo produkcji: Anna Krajewska

Nadzór merytoryczny: Aleksandra Dobrowolska

Wystąpili:
- Mikołaj Jodliński – Donatello
- Michał Klawiter – Leonardo
- Przemysław Niedzielski – Michelangelo
- Szymon Roszak – Raphael
- Marta Dylewska – April
- Miłogost Reczek – Splinter
- Tomasz Błasiak – Baron Draxum (odc. 1, 7, 13, 16, 17b, 19b)
- Jacek Król – Ochłap Mięson (Rupert) (odc. 2b, 5a, 13, 15b, 24a)
- Janusz Wituch – Albearto (odc. 3a, 10b)
- Zbigniew Suszyński – Warren Stone (odc. 3b, 10a, 13, 17b, 22a)
- Katarzyna Tatarak – Carly Balmaceda (odc. 3b)
- Sebastian Perdek – Todd (odc. 4a, 13, 15b)
- Tomasz Traczyński – Modliszkomornik (odc. 4a, 13)
- Monika Węgiel – Jessica Jaclyne (odc. 6a)
- Jakub Wieczorek – Duchodźwiedź (odc. 6a, 14a, 23b)
- Aleksandra Radwan – Taylor Martin (odc. 8b)
- Maksymilian Bogumił – Hipno-Potam (odc. 8b, 10a, 13, 17b)
- Przemysław Wyszyński – Dale (odc. 8b)
- Karol Kwiatkowski – Baxter Stockboy (odc. 9a, 21b)
- Marta Dobecka – Przytulisia (odc. 9b)
- Paweł Szczesny – Creolbearto (odc. 10b)
- Damian Kulec –
  - Byk Hotelowy (odc. 14b),
  - gwary
- Agnieszka Kunikowska – Mamcia (odc. 14b, 22a)
- Waldemar Barwiński –
  - Señor Hueso (odc. 17a, 19a),
  - Wybuchowy Frankie (odc. 18a)
- Zbigniew Konopka – Kapitan Piel (odc. 17a)
- Marta Markowicz – Sunita (odc. 18a, 24a)
- Kamil Pruban – Gaduła Malinowski (odc. 24a)
- joanna pach Żbikowska  carly balmaceda odc 11 a
- Robert Tondera
- Elżbieta Kopocińska
- Wojciech Chorąży
- Mikołaj Klimek
- Anna Sztejner
- Katarzyna Kozak
- Anna Apostolakis
- Anna Szymańczyk
- Mateusz Kwiecień
- Magdalena Herman-Urbańska

Lektor: Paweł Bukrewicz

## Spis odcinków
| Premiera w USA | Premiera w Polsce      | Nr | Polski tytuł                                  | Angielski tytuł                                  |
| -------------- | ---------------------- | -- | --------------------------------------------- | ------------------------------------------------ |
|                |                        |    |                                               |                                                  |
| SEZON PIERWSZY |                        |    |                                               |                                                  |
|                |                        |    |                                               |                                                  |
| 17.09.2018     | 21.10.2018             | 01 | Mistyczna Rozróba                             | Mystic Mayhem                                    |
| 25.09.2018     | 21.10.2018             | 02 | Tsunami Origami                               | Origami Tsunami                                  |
| 17.09.2018     | 21.10.2018             | 02 | Dary Donniego                                 | Donnie's Gifts                                   |
| 17.09.2018     | 02.11.2018             | 03 | Wojna i Pizza                                 | War and Pizza                                    |
| 27.09.2018     | 02.11.2018             | 03 | Parcie na Szkło                               | Newsworthy                                       |
| 20.09.2018     | 05.11.2018             | 04 | Modliszkomornik                               | Repo Mantis                                      |
| 18.09.2018     | 05.11.2018             | 04 | Wstrętne Choróbsko                            | Down with the Sickness                           |
| 24.09.2018     | 06.11.2018             | 05 | Szybcy i Głodni                               | The Fast and the Furriest                        |
| 24.09.2018     | 06.11.2018             | 05 | Misja „Maskotka”                              | Mascot Melee                                     |
| 19.09.2018     | 07.11.2018             | 06 | Mistrz nad Mistrze                            | Shell in the Cell                                |
| 06.10.2018     | 07.11.2018             | 06 | Labirynt Minotaura                            | Minotaur Maze                                    |
| 17.11.2018     | 14.04.2019             | 07 | Pogromcy Robali                               | Bug Busters                                      |
| 06.10.2018     | 13.01.2019             | 08 | Najdłuższa Walka                              | The Longest Fight                                |
| 03.11.2018     | 13.01.2019             | 08 | Hipno! Część Deux                             | Hypno! Part Deux!                                |
| 13.10.2018     | 20.01.2019             | 09 | Gumbus                                        | The Gumbus                                       |
| 20.10.2018     | 20.01.2019             | 09 | Przytulisia                                   | Mrs. Cuddles                                     |
| 10.11.2018     | 27.01.2019             | 10 | Nierozłączni                                  | Stuck on You                                     |
| 01.12.2018     | 27.01.2019             | 10 | Albearto Kontratakuje                         | Al Be Back                                       |
| 26.01.2019     | 21.04.2019             | 11 | Fioletowa Kurteczka                           | Purple Jacket                                    |
| 02.02.2019     | 21.04.2019             | 11 | Pizzowa Nora                                  | Pizza Pit                                        |
| 09.02.2019     | 28.04.2019             | 12 | Inteligentna kryjówka                         | Smart Lair                                       |
| 16.02.2019     | 28.04.2019             | 12 | Gra w zupeczkę                                | Hot Soup: The Game                               |
| 19.01.2019     | 05.05.2019             | 13 | Nikczemna Liga Mutantów                       | The Evil League of Mutants                       |
| 23.02.2019     | 09.06.2019             | 14 | Kara za przetrzymanie                         | Late Fee                                         |
| 02.03.2019     | 09.06.2019             | 14 | Byk Hotelowy                                  | Bullhop                                          |
| 09.03.2019     | 13.06.2019             | 15 | Mózgo-wtopa                                   | Mind Meld                                        |
| 16.03.2019     | 13.06.2019             | 15 | Same trufle                                   | Nothing but Truffle                              |
| 20.04.2019     | 23.06.2019             | 16 | Szczur pod przykrywką                         | Shadow of Evil                                   |
| 06.04.2019     | 20.08.2019             | 17 | Portalo-porwanie                              | Portal Jacked!                                   |
| 01.06.2019     | 20.08.2019             | 17 | Warren i Hipno                                | Warren and Hypno, Sitting in a Tree              |
| 08.06.2019     | 21.08.2019             | 18 | Operacja: Normalność                          | Operation: Normal                                |
| 13.04.2019     | 21.08.2019             | 18 | Partner do treningu                           | Sparring Partner                                 |
| 15.06.2019     | 22.08.2019             | 19 | Podano do stołu                               | You Got Served                                   |
| 22.06.2019     | 22.08.2019             | 19 | Jak zdobyć wrogów i narzucać innym swoją wolę | How To Make Enemies and Bend People to Your Will |
| 29.06.2019     | 23.08.2019             | 20 | Mistyczna biblioteka                          | Mystic Library                                   |
| 06.07.2019     | 23.08.2019             | 20 | Fiolet giera                                  | The Purple Game                                  |
| 19.10.2019     | 08.12.2019             | 21 | Żółw kontra kanał                             | Man vs. Sewer                                    |
| 19.10.2019     | 08.12.2019             | 21 | Nikczemne Mutanty                             | The Mutant Menace                                |
| 26.10.2019     | 15.12.2019             | 22 | Stalowe maszyny: Ballada o szczuroczłeku      | Turtle-dega Nights: The Ballad of Rat Man        |
| 26.10.2019     | 15.12.2019             | 22 | Starożytna sztuka zabawy w ninja-chowanego    | The Ancient Art of Ninja Hide and Seek           |
| 02.11.2019     | 22.12.2019             | 23 | Nie wszystko śmieć                            | One Man's Junk                                   |
| 02.11.2019     | 22.12.2019             | 23 | Śnieżny dzień                                 | Snow Day                                         |
| 09.11.2019     | 29.12.2019             | 24 | Nie twoja broszka                             | Cloak and Swaggart                               |
| 09.11.2019     | 29.12.2019             | 24 | Jupiter Jim ahoj!                             | Jupiter Jim Ahoy!                                |
| 16.11.2019     |                        | 25 |                                               | Insane in the Mama Train                         |
| 16.11.2019     |                        | 26 |                                               | End Game                                         |
|                |                        |    |                                               |                                                  |
| SEZON DRUGI    |                        |    |                                               |                                                  |
|                |                        |    |                                               |                                                  |
| 23.11.2019     |                        | 27 |                                               | Many Unhappy Returns                             |
| 30.11.2019     |                        | 28 |                                               | Todd Scouts                                      |
| 30.11.2019     | Goyles, Goyles, Goyles | 28 |                                               |                                                  |
| 12.10.2019     |                        | 29 |                                               | Flushed, But Never Forgotten                     |
| 12.10.2019     | Lair Games             | 29 |                                               |                                                  |

## Film pełnometrażowy
4 sierpnia 2022 roku na Netflixie miał premierę film pełnometrażowy na podstawie serialu. Jest on jego bezpośrednią kontynuacją.